# Васильево (Вашкинский район)
Васильево — деревня в Вашкинском районе Вологодской области.
Входит в состав Киснемского сельского поселения, с точки зрения административно-территориального деления — в Киснемский сельсовет.
Расстояние по автодороге до районного центра Липина Бора — 21,5 км, до центра муниципального образования села Троицкое — 5,5 км. Ближайшие населённые пункты — Маурино, Мякишево, Подгорская, Поздино, Сухарево.
По переписи 2002 года население — 1 человек.